# What I Really Want for Christmas
What I Really Want for Christmas (Lo que realmente quiero para Navidad) es el sexto álbum de estudio del músico estadounidense Brian Wilson, publicado por la compañía discográfica Arista Records en octubre de 2005. El álbum incluyó villancicos y canciones navideñas, así como nuevas composiciones de Wilson, incluyendo regrabaciones de los temas de The Beach Boys «Little Saint Nick» y «The Man with All the Toys». Como extra, Wilson había elegido incluir muestras de grabaciones navideñas como «On Christmas Day» y «Silent Night» en su página web desde entre 2000 y 2001.
Con reseñas mixtas de la prensa musical tras su publicación, What I Really Want for Christmas alcanzó el puesto 200 en la lista estadounidense Billboard 200 durante una semana. Por otra parte, el sencillo «Deck the Halls» entró en el top 10 de la lista Hot Adult Contemporary Tracks.

## Lista de canciones
Todas las canciones escritas y compuestas por tradicionales, excepto donde se anota. 
| N.º | Título                             | Escritor(es)                | Duración |  |
| 1.  | «The Man with All the Toys»        | Brian Wilson, Mike Love     | 2:59     |  |
| 2.  | «What I Really Want for Christmas» | Brian Wilson, Bernie Taupin | 3:50     |  |
| 3.  | «God Rest Ye Merry Gentlemen»      |                             | 3:27     |  |
| 4.  | «O Holy Night»                     |                             | 4:28     |  |
| 5.  | «We Wish You a Merry Christmas»    |                             | 2:36     |  |
| 6.  | «Hark the Herald Angels Sing»      |                             | 3:34     |  |
| 7.  | «It Came Upon a Midnight Clear»    |                             | 3:08     |  |
| 8.  | «The First Noel»                   | Brian Wilson, Jimmy Webb    | 4:08     |  |
| 9.  | «Christmasey»                      | Brian Wilson, Mike Love     | 2:11     |  |
| 10. | «Little Saint Nick»                |                             | 2:36     |  |
| 11. | «Deck the Halls»                   |                             | 1:29     |  |
| 12. | «Auld Lang Syne»                   | Brian Wilson                | 3:23     |  |
| 13. | «On Christmas Day»                 |                             | 2:06     |  |
| 14. | «Joy to the World»                 |                             | 0:49     |  |
| 15. | «Silent Night»                     |                             |          |  |

## Personal
- Brian Wilson: voz, piano y productor musical

Otros músicos
| - Karen Elaine Bakunin: viola - Scott Bennett: glockenspiel, órgano, piano, vibráfono y coros - Nelson Bragg: percusión y coros - Erika Duke-Kirkpatrick: chelo - Jeffrey Foskett: guitarra, campanas y coros - Probyn Gregory: fliscorno, trompeta, guitarra y coros - Jim Hines: batería - Robbie Hioki: trombón - Sharon Jackson: violín | - Peter Kent: violín - Bob Lizik: bajo - Paul Mertens: flauta, armónica y saxofón - Taylor Mills: coros - Carol Robbins: arpa - Darian Sahanaja: glockenspiel, órgano, piano, vibráfono y coros - Nick Walusko: guitarra y coros - John Yoakum : oboe y saxofón |

## Posición en listas
| País           | Lista         | Posición |
| -------------- | ------------- | -------- |
| Estados Unidos | Billboard 200 | 200      |